# Lower Brule
Lower Brule (Lakota Khulwíčhaša von Lakota khul ‚hinlegen, niedrig‘ und Lakota wíčhaša ‚Mann,Person‘) ist eine US-amerikanische Siedlung in Lyman County South Dakota. Das U.S. Census Bureau hat bei der Volkszählung 2020 eine Einwohnerzahl von 703 ermittelt. 
Die Siedlung dient als Verwaltungssitz der Lower Brule Indianer Reservation. Sie ist die größte Siedlung im Reservatsgebiet. Lower Brule ist keine Gemeinde im Sinne des amerikanischen Rechts, sondern ein Census-designated place – ein „zu Statistikzwecken definiertes Siedlungsgebiet“. Der englische Name Lower Brule stammt vom Stamm der Brulé-Lakota-Indianer in Lakota Khul Wíčhaša Oyate, einer Untergruppe der Sicangu. Die meisten Bewohner sprechen Lakȟótiyapi. Nach einer Volkszählung im Jahr 2000 betrug die Einwohnerzahl 599 Personen in 165 Haushalten. 2010 betrug die Einwohnerzahl 613; davon waren 94,82 % Mitglieder des Stammes. Lower Brule liegt am Westufer des Missouri und ist bekannt für Angel- und Jagdurlaube. In der Nähe der Siedlung befindet sich das Golden Buffalo Kasino.